# 香港軍營列表
香港军营列表，介绍中华人民共和国香港特别行政区境内的军事设施。香港境内军事设施现均由中国人民解放军驻香港部队管理。

## 軍事用地

### 由駐港英軍移交的用地
根據中英聯合聯絡小組就香港軍事用地未來安排在1994年達成的《中英軍事用地協議》，當時由駐港英軍駐守的39處軍事用地之中，當中有14處，在1997年7月1日起由解放軍駐港部隊接管，作為防衛用途。
以下14處地點屬於《中英軍事用地協議》由駐港英軍移交的用地，並根據《軍事設施禁區令》及《防衞（射擊練習區）條例》，目前為香港軍事禁區或認可射擊練習區：

| 1. 中環軍營（原稱「威爾斯親王軍營」） - 中國人民解放軍駐香港部隊大廈（原稱「威爾斯親王大廈」） - 中區軍用碼頭（位於中環及灣仔填海計劃的填海造地範圍內，填海工程在1994年未完成，軍用碼頭並不在當時公開協議所列出的移交地點內，但因為中方要求設立軍用碼頭而訂立了秘密協議，至1998年特區政府提出新填海地發展大綱圖而曝光） 2. 赤柱軍營（陸軍步兵第4營及輕型合成第1營所在地） 3. 三軍司令官邸（位於半山白加道11號） 4. 正義道軍營（位於金鐘正義道和金鐘道交界，原稱「皇后軍營」） 5. 西區軍營（軍人宿舍，原稱「般咸閣軍營」） 6. 槍會山軍營（陸軍裝甲步兵第1營及輕型合成第2營所在地） - 中國人民解放軍駐香港部隊醫院 7. 九龍東軍營（原稱「奧士本軍營」） 8. 歌和老街1號A（陸軍高級軍官官邸） | 9. 昂船洲軍營 - 昂船洲海軍基地 10. 石崗軍營 - 石崗軍營北營（原稱「婆羅洲軍營」） - 石崗軍營南營（原稱「馬來亞軍營」） - 石崗機場 - 石崗村（陸軍步兵旅及合成旅旅部官邸） 11. 新田軍營（位於元朗新田，原稱「稼軒廬軍營」或「稼軒盧軍營」，為陸軍中型合成營及裝甲步兵第2營所在地） - 潭尾軍营（位於元朗牛潭尾，為陸軍工兵防化營及作戰支援營所在地） 12. 新圍軍營（位於粉嶺新圍，即軍地一帶，為陸軍中型合成營及步兵第3營所在地） - 新圍／大嶺練靶場 13. 青山練靶場（位於屯門青山） 14. 大澳軍營（位於大嶼山大澳，原稱「大澳海軍觀察站」） |

### 其他駐港部隊用地
以下地點不在1994年《中英軍事用地協議》的移交範圍內，但有駐港部隊進駐或使用：
- 赤鱲角軍事運輸中心（位於赤鱲角的香港國際機場之內，取代原位於啟德機場的聯合軍事運輸中心）
- 駐港部隊在大帽山的政府土地內設置雷達站及相關通訊裝置設施[11]，名為「大帽山雷達陣地」

## 外部連結
- Exchange of notes constituting an agreement on the arrangements for the future use of the military sites in Hong Kong，1994年軍事用地協議